# Касьяновка (Воронежская область)
Касьяновка — село в Кантемировском районе Воронежской области России.
Входит в состав Журавского сельского поселения.

## География

### Улицы
- ул. Садовая,
- ул. Советская,
- ул. Театральная.

## Известные жители и уроженцы
- Рубан, Анна Ефимовна (род. 1942) — полный кавалер Ордена Трудовой Славы.